# Sankt Jakob im Walde
Sankt Jakob im Walde é um município da Áustria, situado no distrito de Hartberg-Fürstenfeld, no estado da Estíria. Tem 30,3 km² de área e sua população em 2019 foi estimada em 1.049 habitantes.